# Carl Harbaugh
Carl Harbaugh (Washington, 10 novembre 1886 – Hollywood, 26 febbraio 1960) è stato un attore, sceneggiatore e regista statunitense.

## Biografia
Nato a Washington, Carl Harbaugh cominciò a lavorare come attore. Il suo nome appare in almeno due spettacoli di Broadway, nel 1912 e nel 1914. In uno di questi, The Greyhound, recitava insieme a Henry Kolker, che sarebbe diventato anche lui regista e poi attore cinematografico.
Nel 1912, Harbaugh recita in un cortometraggio della Powers Picture Plays, iniziando a lavorare per il cinema. Passa poi alla IMP, quindi alla Pathé Frères e ad altre compagnie. Nel 1915, firma l'adattamento di Regeneration, un film di Raoul Walsh prodotto dalla Fox Film Corporation. È l'inizio di una carriera di sceneggiatore che lo porterà a scrivere, fino al 1942, quarantotto film. La sua prima regia è dell'anno seguente, il 1916: fino al 1946, dirigerà 25 film.
Tra le sue interpretazioni, va segnalato il ruolo del torero Escamillo in Carmen di Walsh, a fianco di Theda Bara. Negli anni cinquanta, continua a lavorare come attore in piccoli ruoli, spesso per i film di Raoul Walsh, con cui aveva iniziato la sua carriera. Appare per l'ultima volta sullo schermo in La banda degli angeli. Harbaugh muore nel 1960, a Hollywood, all'età di 73 anni .

## Filmografia

### Attore (parziale)
- What the Milk Did (1912)
- In Peril of the Sea, regia di George Loane Tucker (1913)
- The Couple Next Door (1913)
- Whiskers (1914)
- The Bomb Boy, regia di George Fitzmaurice - cortometraggio (1914)
- Regeneration, regia di Raoul Walsh (1915)
- Carmen, regia di Raoul Walsh (1915)
- Arms and the Woman, regia di George Fitzmaurice (1916)
- Il serpente, regia di Raoul Walsh (1916)
- Big Jim Garrity, regia di George Fitzmaurice (1916)
- The Test, regia di George Fitzmaurice (1916)
- Il supplizio del tam-tam (Lost and Found on a South Sea Island), regia di R.A. Walsh (Raoul Walsh) (1923)
- The Silent Command, regia di J. Gordon Edwards (1923)
- Jazzmania, regia di Robert Z. Leonard (1923)
- Prison Farm, regia di Louis King (1938)
- Bionda fragola (The Strawberry Blonde), regia di Raoul Walsh (1941)
- Duello a S. Antonio (San Antonio), regia di David Butler e, non accreditati, Robert Florey e Raoul Walsh (1945)
- Terra lontana (The Far Country), regia di Anthony Mann (1954)
- Prima dell'uragano (Battle Cry), regia di Raoul Walsh (1955)
- Gli implacabili (The Tall Men), regia di Raoul Walsh (1955)
- Femmina ribelle (The Revolt of Mamie Stover), regia di Raoul Walsh (1956)
- La banda degli angeli (Band of Angels), regia di Raoul Walsh (1957)

### Sceneggiatore (parziale)
- Regeneration, regia di Raoul Walsh (1915)
- The Scarlet Letter, regia di Carl Harbaugh (1917)
- La derelitta (The Derelict), regia di Carl Harbaugh (1917)
- The Broadway Sport, regia di Carl Harbaugh (1917)
- A Rich Man's Plaything, regia di Carl Harbaugh (1917)
- All for a Husband, regia di Carl Harbaugh (1917)
- Brave and Bold, regia di Carl Harbaugh (1918)
- The Kalda Ruby (1920)
- The Tomboy, regia di Carl Harbaugh (1921)
- Little Miss Hawkshaw, regia di Carl Harbaugh (1921)
- Hickville to Broadway, regia di Carl Harbaugh (1921)
- Mademoiselle Midnight, regia di Robert Z. Leonard (1924)
- Yes, Yes, Nanette, regia di Clarence Hennecke e Stan Laurel (1925)
- Moonlight and Noses, regia di Stan Laurel e F. Richard Jones (1925)
- Wandering Papas, regia di Stan Laurel (1926)
- Madame Mystery, regia di Richard Wallace e Stan Laurel (1926)
- Wife Tamers, regia di James W. Horne (1926)
- Say It with Babies, regia di Fred Guiol (1926)
- Don Key (Son of Burro), regia di Fred Guiol, James W. Horne e J.A. Howe (1926)
- Never Too Old, regia di Richard Wallace (1926)
- Thundering Fleas, regia di Robert F. McGowan (1926)
- Along Came Auntie, regia di Fred Guiol e Richard Wallace (1926)
- The Merry Widower, regia di Richard Wallace (1926)
- Wise Guys Prefer Brunettes, regia di Stan Laurel (1926)
- Raggedy Rose, regia di Richard Wallace (1926)
- Flirty Four-Flushers, regia di Edward F. Cline (1926)
- A Hollywood Hero, regia di Harry Edwards (1927)
- A Dozen Socks, regia di Earle Rodney e Larry Semon (non accreditato) (1927)

### Regista
- The Iron Woman (1916)
- When False Tongues Speak (1917)
- The Scarlet Letter (1917)
- La derelitta (The Derelict) (1917)
- The Broadway Sport (1917)
- A Rich Man's Plaything (1917)
- All for a Husband (1917)
- Jack Spurlock, Prodigal (1918)
- Brave and Bold (1918)
- Other Men's Daughters (1918)
- Marriages Are Made (1918)
- The Other Man's Wife (1919)
- The Silkless Bank Note (1920)
- The Five Dollar Plate (1920)
- Chang and the Law (1920)
- The Poppy Trail (1920)
- The Fakers (1920)
- The North Wind's Malice (1920)
- The Tomboy (1921)
- Big Town Ideas (1921)
- Little Miss Hawkshaw (1921)
- Hickville to Broadway (1921)
- Bucking the Line  (1921)
- Fowl Play (1929)
- Laugh Jubilee (1946)